# 다산솔루에타
다산솔루에타(Dasan Solueta Co. Ltd.)는 다산그룹 계열의 대한민국의 기업이다. 본사는 경기도 화성시 마도면 해운로 498-42에 위치해 있으며 대표이사는 양삼주이다.

## 역사
2003년 6월 에스테크로 설립되었으며, 2008년 6월에 솔루에타로 사명을 변경하였다가 2023년에 현재의 사명으로 변경하였다.

## 상장
2013년 12월 27일 공모가 24,000원에 상장하였다.     

## 같이 보기
- 다산그룹
- 다산네트웍스

## 참고 문헌
1. ↑  [htps://www.sedaily.com/NewsView/22RAOFULZV 솔루에타, 수소차 연료전지 소재 상용화 가시화·코로나 사멸 소재 성능확인, 서울경제, 2021.09.01]
2. ↑  다산네트웍스·다산솔루에타 등 다산그룹주 동반 급등, 라이센스뉴스, 2023.06.15
3. ↑  다산네트웍스 다산솔루에타 주가 장중 상한가, 우크라이나 재건 참여 소식에, 비지니스포스트, 2023-06-15